# C11형 증기 기관차/오이가와 테츠도

## 개요
오이가와 철도에서 윤영하고 있는 일본국유철도 C11형 증기 기관차.